# فيصل الدوسري
فيصل سعد الدوسري (مواليد 18 أغسطس 1986) هو لاعب كرة قدم سعودي يلعب حالياً في نادي المزاحمية.
لعب لأندية الكوكب و الشعلة و نادي الطائي و نادي الجبلين و نادي الغوطة ونادي ساجر و نادي المجزلو نادي التوباد و نادي المزاحمية.